# Samira Nawa
Samira Nawa, née le 30 mars 1988 à Aalborg (Danemark), est une femme politique danoise, membre du Radikale Venstre.

## Biographie
Samira Nawa suit à partir de 2007 des études d'économie à l'université de Copenhague, dont elle est diplômée en 2014. Au cours de ces études, elle suit un semestre à la London School of Economics en 2009, et un semestre à l'université de Hyderabad en 2012.
Durant ses études, elle travaille successivement pour plusieurs organisations dont le think tank CEPOS (en) et le ministère des Affaires sociales. Après son diplôme, elle travaille comme administratrice dans plusieurs ministères, dont ceux de l'Intérieur et de l'Économie.
Engagée au sein de Radikale Venstre, elle est candidate pour le parti aux élections législatives de 2015, mais ne parvient pas à remporter de sièges. Elle est de nouveau candidate lors élections législatives de juin 2019, où elle est cette fois-ci élue députée au Folketing. Après le scrutin, elle devient la porte-parole de son groupe parlementaire pour l'emploi et l'égalité femmes-hommes.
Le 7 octobre 2020, après que Morten Østergaard ait démissionné de son poste de leader de Radikale Venstre, elle soutient la candidature victorieuse de Sofie Carsten Nielsen lors du vote du groupe parlementaire pour élire son successeur. En août 2021, après la démission du député Kristian Hegaard, elle récupère son rôle de porte-parole de son groupe pour les questions de justice, tout en conservant ses autres missions.
Elle est réélue pour un second mandat lors des élections législatives anticipées de novembre 2022. Après le scrutin, Martin Lidegaard devient le nouveau dirigeant de Radikale Venstre, et elle en devient alors la vice-présidente.